# Pisachoides unidecimmaculata
Pisachoides unidecimmaculata är en insektsart som först beskrevs av Fowler 1899.  Pisachoides unidecimmaculata ingår i släktet Pisachoides och familjen dvärgstritar. Inga underarter finns listade i Catalogue of Life.